# Gavin Wilkinson
Gavin Brian Wilkinson (ur. 5 listopada 1973 w Auckland) – nowozelandzki piłkarz, grający na pozycji obrońcy.

## Kariera klubowa
Gavin Wilkinson rozpoczął karierę w 1992 roku w Waitakere City. Z Waitakere City trzykrotnie wygrał New Zealand National Soccer League w 1992, 1995, 1996 oraz Chatham Cup w 1994, 1995 i 1996. W latach 1996–1999 występował w australijskim klubie Perth Glory.
W późniejszych latach występował w Hongkongu, Singapurze, Irlandii. Karierę zakończył w USA w Portland Timbers w 2006 roku.

## Kariera reprezentacyjna
W reprezentacji Nowej Zelandii Wilkinson zadebiutował 28 czerwca 1996 w przegranym 0-2 meczu z Chinami. W 1997 roku uczestniczył w eliminacjach Mistrzostw Świata 1998. W 1998 roku wystąpił w Pucharze Narodów Oceanii, który Nowa Zelandia wygrała. Wilkinson wystąpił we wszystkich czterech meczach z Tahiti, Vanuatu, Fidżi i Australią.
W 1999 roku wystąpił w Pucharze Konfederacji, na którym Nowa Zelandia odpadła w fazie grupowej. Na turnieju w Meksyku wystąpił w dwóch meczach z USA i Niemcami. W 2000 roku po raz drugi wystąpił w Pucharze Narodów Oceanii, na którym Nowa Zelandia zajęła drugie miejsce. Wilkinson wystąpił w trzech meczach z Tahiti, Wyspami Salomona i Australią.
W 2003 roku wystąpił w Pucharze Konfederacji, na którym Nowa Zelandia odpadła w fazie grupowej. Na turnieju we Francji był rezerwowym i nie wystąpił w żadnym meczu. Ostatni raz w reprezentacji wystąpił 13 października 2002 w przegranym 2-3 meczu z Estonią. Ogółem w latach 1996–2002 w reprezentacji wystąpił w barwach w 33 meczach, w których strzelił jedną bramkę.

## Kariera trenerska
Po zakończeniu kariery piłkarskiej Wilkinson został trenerem. W latach 2007–2010 prowadził amerykański klub Portland Timbers.